# Antoni Longin Baranowski

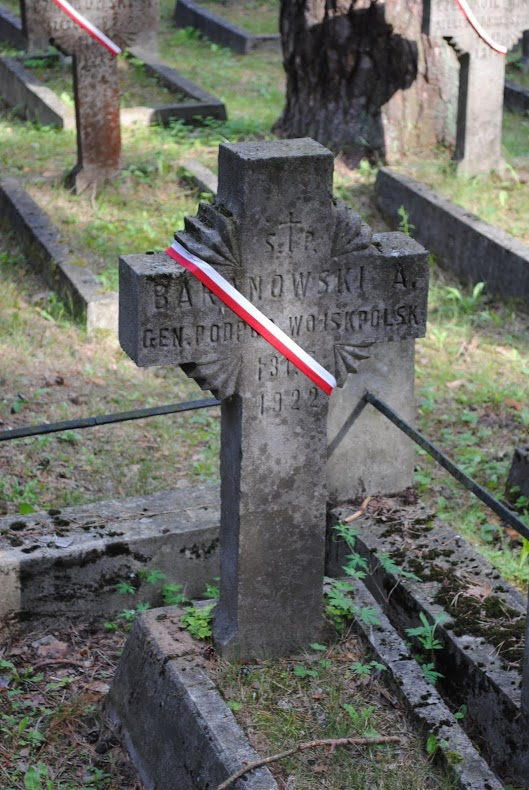
grób na polskim cmentarzu wojskowym na Antokolu w Wilnie

Antoni Longin Mirza Tuhan-Baranowski herbu Ostoja, ros. Антон-Логвин Юрьевич Барановский (ur. 15 marca 1854 w Burbiszkach, zm. 31 maja 1922 w Wilnie) – generał major Armii Imperium Rosyjskiego, generał podporucznik Wojska Polskiego II Rzeczypospolitej, kawaler Orderu Virtuti Militari.

## Życiorys
Antoni Longin Baranowski urodził się 15 marca 1854 roku w Burbiszkach, w powiecie trockim ówczesnej guberni wileńskiej, w rodzinie Jerzego. Wykształcenie średnie zdobył w Wilnie. 
12 stycznia 1872 wstąpił do Czugujewskiej Szkoły Junkrów Piechoty w Czugujewie. Dwa lata później, po ukończeniu szkoły i awansie na chorążego ze starszeństwem z 25 sierpnia 1874 został przydzielony do 123 Kozłowskiego pułku piechoty, który wchodził w skład 31 Dywizji Piechoty i stacjonował w Kursku. W tym czasie wziął udział w powstaniu serbskim (1876), wojnie rosyjsko-tureckiej (1877–1878). 14 maja 1896 roku awansował na podpułkownika. 
W latach 1904–1905 walczył na wojnie rosyjsko-japońskiej. Był ranny. W 1907 został awansowany na pułkownika ze starszeństwem z 3 stycznia 1905 roku. 
13 lutego 1907 został dowódcą 3 batalionu 114 Nowotorżockiego pułku piechoty, który wchodził w skład 29 Dywizji Piechoty i stacjonował w Mitawie (obecnie Jełgawa) na Łotwie. 30 kwietnia 1908 roku został wojskowym naczelnikiem powiatu bobrujskiego. 9 sierpnia 1908 roku objął dowództwo 25 Wschodniosyberyjskiego pułku strzeleckiego generała porucznika Kondratienko stacjonujący w Irkucku. 
1 marca 1911 roku został przeniesiony w stan spoczynku z prawem noszenia munduru. W trakcie I wojny światowej zmobilizowany do armii carskiej brał udział w walkach od 1915 do przełomu 1917/1918. 21 maja 1916 roku został awansowany na generała majora.
Od maja 1919 roku w Wojsku Polskim. 27 września 1919 roku generał Wojciech Falewicz zawiadomił telegraficznie Naczelnika Państwa, że generał Baranowski „zgadza się na wyjazd do Syberii”. W październiku 1919 roku został szefem Polskiej Misji Wojskowej na Syberii. Na tym stanowisku 1 maja 1920 roku został zatwierdzony z dniem 1 kwietnia 1920 roku w stopniu generała podporucznika, w grupie oficerów byłych korpusów wschodnich i byłej armii rosyjskiej. Po powrocie z Syberii został zastępcą dowódcy I Korpusu Wojska Litwy Środkowej. Od 26 lutego 1921 roku czasowo, w zastępstwie, pełnił obowiązki dowódcy Grupy Wojsk Litwy Środkowej, która powstała z przemianowania I Korpusu. Z dniem 1 kwietnia 1921 roku został przeniesiony w stan spoczynku. Zmarł 31 maja 1922 roku w Wilnie. Pochowany na cmentarzu wojskowym na Antokolu.
Generał Baranowski był żonaty z Marią Zacharzewską, z którą miał syna (Konstanty Baranowski).

## Ordery i odznaczenia
- Krzyż Srebrny Orderu Wojskowego Virtuti Militari (1922)[6]
- Krzyż Walecznych – dwukrotnie 1921 [7]

- Medal Miłosza Obilicza Za męstwo w złocie (1876)
- Medal Miłosza Obilicza Za męstwo w srebrze (1876)
- Order Świętej Anny III stopnia (1889)
- Order Świętego Stanisława III stopnia (1895)
- Świętego Stanisława II stopnia (1895)
- Świętej Anny II stopnia (1895)
- Order Świętego Włódzimierza IV stopnia (1905)
- Złota broń (1905)
- Order Świętego Włodzimierza III stopnia (1910)
- Medal Upamiętnienia Władania Imperatora Aleksandra III
- Medal Upamiętnienia Rosyjsko-Japońskiej Wojny[8]